# Boßdorf
Boßdorf (or Bossdorf) là một đô thị thuộc huyện Wittenberg, bang Saxony-Anhalt, Đức.